# Recensement de la Grèce de 1981
Le recensement de la population de 1981 (en grec moderne : Ελληνική απογραφή του 1981), est le vingt-septième recensement officiel de la Grèce, réalisé le 5 avril 1981. Le précédent date de 1971. La population totale (réelle) s’élève à 9 738 243 habitants et 9 739 441 avec la République monastique du Mont-Athos (autonome). La densité de population est de 73,8 habitants par kilomètre carré.

## Population dans les 51nomesde Grèce et au Mont-Athos
| Classement | Nome             | Population | Capitale       |
| ---------- | ---------------- | ---------- | -------------- |
| 1          | Attique          | 3 369 443  | Athènes        |
| 2          | Thessalonique    | 871 287    | Thessalonique  |
| 3          | Achaïe           | 275 164    | Patras         |
| 4          | Larissa          | 254 064    | Larissa        |
| 5          | Héraklion        | 243 764    | Héraklion      |
| 6          | Étolie-Acarnanie | 219 968    | Missolonghi    |
| 7          | Serrès           | 196 175    | Serrès         |
| 8          | Eubée            | 188 436    | Chalcis        |
| 9          | Magnésie         | 182 082    | Vólos          |
| 10         | Phthiotide       | 161 779    | Lamia          |
| 11         | Élide            | 160 257    | Pyrgos         |
| 12         | Messénie         | 159 953    | Kalamata       |
| 13         | Évros            | 148 402    | Alexandroúpoli |
| 14         | Ioannina         | 147 139    | Ioannina       |
| 15         | Kozani           | 146 937    | Kozani         |
| 16         | Dodécanèse (el)  | 144 728    | Rhodes         |
| 17         | Kavala           | 135 038    | Kavala         |
| 18         | Trikala          | 134 350    | Trikala        |
| 19         | Imathie          | 133 812    | Véria          |
| 20         | Pella            | 132 186    | Édessa         |
| 21         | La Canée         | 125 932    | La Canée       |
| 22         | Karditsa         | 124 799    | Karditsa       |
| 23         | Corinthie        | 123 085    | Corinthe       |
| 24         | Béotie           | 117 306    | Livadiá        |
| 25         | Arcadie          | 108 096    | Tripoli        |
| 26         | Rhodope          | 107 954    | Komotiní       |
| 27         | Piérie           | 107 031    | Kateríni       |
| 28         | Lesbos           | 104 636    | Mytilène       |
| 29         | Corfou           | 99 620     | Corfou         |
| 30         | Dráma            | 94 713     | Dráma          |
| 31         | Laconie          | 93 188     | Sparte         |
| 32         | Argolide         | 92 742     | Nauplie        |
| 33         | Xánthi           | 88 873     | Xánthi         |
| 34         | Cyclades (el)    | 88 560     | Ermoúpoli      |
| 35         | Kilkís           | 81 671     | Kilkís         |
| 36         | Arta             | 80 133     | Arta           |
| 37         | Chalcidique      | 79 044     | Polýgyros      |
| 38         | Lassíthi         | 69 932     | Ágios Nikólaos |
| 39         | Réthymnon        | 62 564     | Réthymnon      |
| 40         | Préveza          | 56 045     | Préveza        |
| 41         | Kastoria         | 53 346     | Kastoria       |
| 42         | Flórina          | 52 262     | Flórina        |
| 43         | Chios            | 49 964     | Chios          |
| 44         | Phocide          | 44 301     | Amphissa       |
| 45         | Thesprotie       | 41 366     | Igoumenítsa    |
| 46         | Σάμου            | 40 448     | Vathy          |
| 47         | Grevena          | 36 676     | Grevená        |
| 48         | Céphalonie       | 31 150     | Argostóli      |
| 49         | Zante (el)       | 29 862     | Zante          |
| 50         | Eurytanie        | 26 289     | Karpenísi      |
| 51         | Leucade          | 21 701     | Leucade        |
| -          | Mont-Athos       | 1 198      | Karyès         |